# Andrea Di Paola
Andrea Di Paola, född 1970, är en italiensk astronom.
Han har varit verksam vid Rom-observatoriet.
Minor Planet Center listar honom som upptäckare av 12 asteroider. Alla tillsammans med landsmannen Andrea Boattini.
Asteroiden 27130 Dipaola är uppkallad efter honom.

## Asteroider upptäckta av Andrea Di Paola
| 7499 L'Aquila [A]                           | 24 juli 1996     |
| 10589 Giusimicela [A]                       | 23 juli 1996     |
| 10590 Ragazzoni [A]                         | 24 juli 1996     |
| 11620 Susanagordon [A]                      | 23 juli 1996     |
| (21337) 1997 BN9 [A]                        | 17 januari 1997  |
| 22451 Tymothycoons [A]                      | 13 november 1996 |
| (46673) 1996 OL2 [A]                        | 23 juli 1996     |
| (65845) 1997 AK22 [A]                       | 14 januari 1997  |
| (100514) 1997 AB24 [A]                      | 15 januari 1997  |
| (100515) 1997 AM24 [A]                      | 15 januari 1997  |
| (257513) 1997 AJ24 [A]                      | 15 januari 1997  |
| Upptäckt tillsammans med: A Andrea Boattini |                  |